# أم عدسة قرب (منبج)
أم عدسة قرب قرية سوريّة تتبع إداريّاً لمحافظة حلب منطقة منبج ناحية مركز منبج، بلغ تعداد سكانها 362 نسمة حسب التعداد السكاني لعام 2004.